# 片輪車

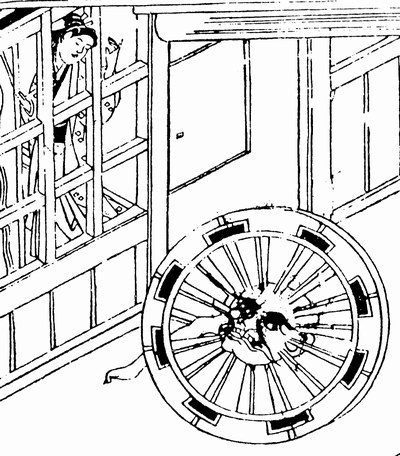
著者不詳『諸國百物語』「京東洞院かたわ車の事」

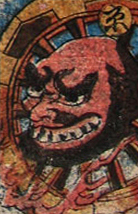
妖怪歌留多「京の町へ出るかたわ車」的繪札

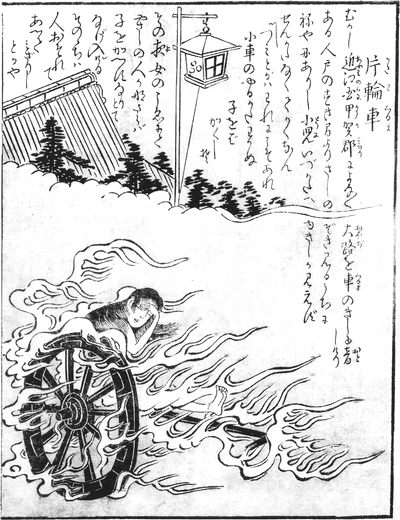
鳥山石燕『今昔畫圖續百鬼』「片輪車」

片輪車（かたわぐるま）是日本江戶時代的怪談等古書中的妖怪。被火焰包覆的單輪牛車，搭載著美女或恐怖男子，看見的人會遭惡運。

## 京都的片輪車
延寶年間的怪談集『諸國百物語』卷一「京東洞院かたわ車の事」記載，片輪車毎晩會出現在京都的東洞院通，人們於是避免外出。某個好奇的女子，從門的隙縫偷看，只見牛車的車輪轉來，車輪的中央有一恐怖形相的男人臉孔，口中叼著短小的人腿，男人叫道「與其看我，不如去看自己的孩子」。受驚的女子回到孩子的身邊，孩子已經斷足，滿身是血。原來片輪車叼著的是小孩的腳。

## 滋賀縣的片輪車
寛保年間的雜書『諸國里人談』記載，寛文時代的近江國（現・滋賀縣）甲賀郡某村，片輪車毎晩徘徊，傳說看見的人會遭惡運，因此人們避免外出。但是，某個好奇的女子，從門的隙縫偷看，單輪車上搭載著的女子說道「與其看我，不如去看自己的孩子」。結果不見原本應該在家的孩子。片輪車翌日之夜，再度出現，將孩子交還，也因為被人看見，不再出現此村。
津村淙庵的隨筆『譚海』也有完全同樣的怪談，但是，發生地點不在近江而在信州（現・長野縣）。

## 脚注
1. 1 2  著者不詳. . 高田衛編・校注  (编). . 岩波文庫 下. 岩波書店. 1989-6: 13–15. ISBN 978-4-00-302573-4.
2. ↑  菊岡沾涼. . 柴田宵曲編  (编). . ちくま学芸文庫. . 2008-9: 132. ISBN 978-4-480-09162-8.
3. ↑  津村淙庵. . 青木虹二他編  (编).  第8巻. 三一書房. 1969: 128–129.

## 關連項目
- 輪入道